# Dan van Husen

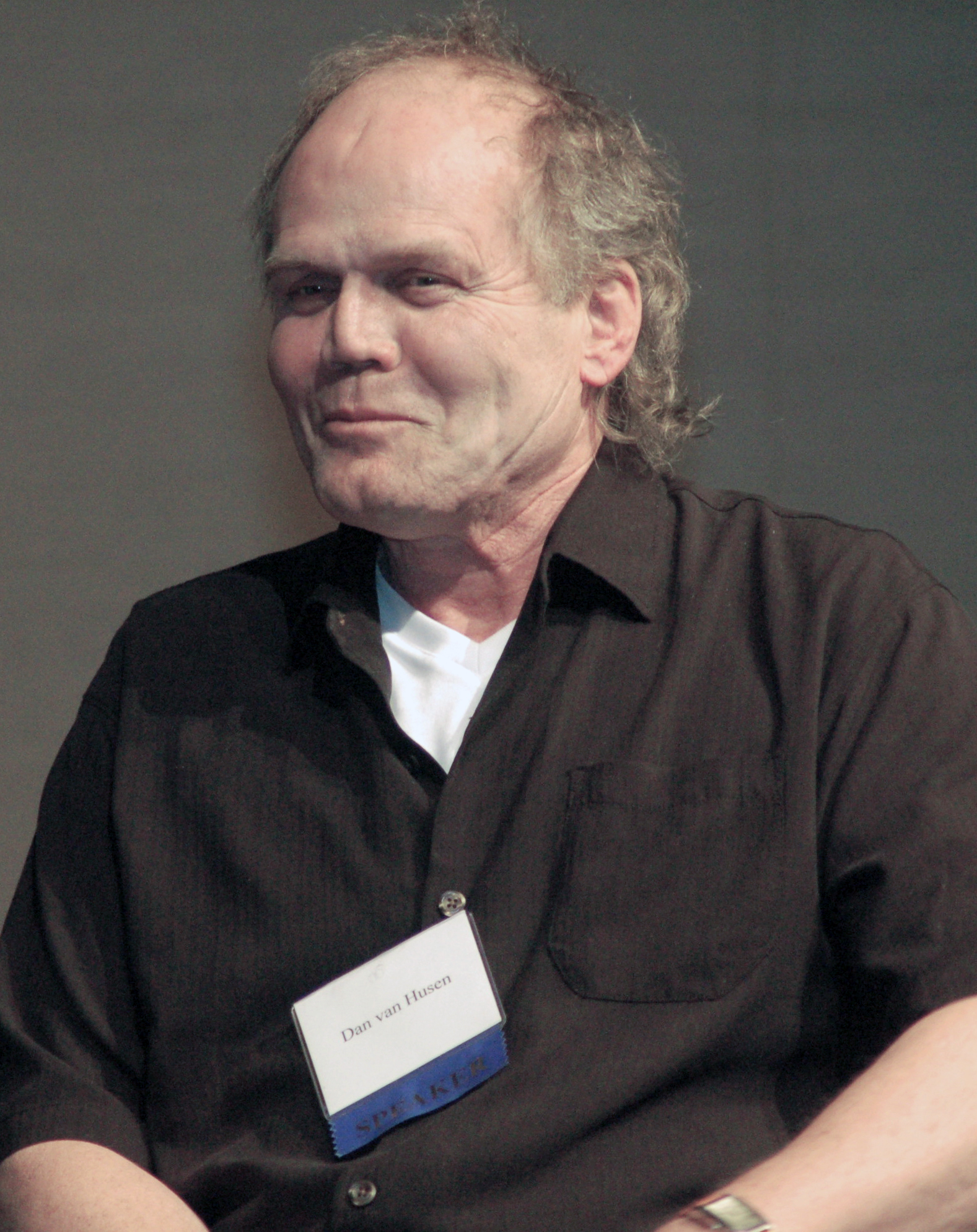
Dan van Husen (2011)

Dan van Husen (* 30. April 1945 in Gummersbach; † Mai 2020 in Ilminster, England) war ein deutscher Schauspieler.

## Leben
Van Husen wirkte in den Jahren 1968 bis 1974 in vielen, vornehmlich in Italien gedrehten Unterhaltungsfilmen mit, darunter zahlreiche Italowestern. 1977 erhielt er ein Engagement am Schauspielhaus Bochum und spielte in Courage unter der Regie von Jérôme Savary und unternahm weiter diverse Theatertourneen. Im gleichen Jahr spielte er einen Anführer der Zigeunersippe Zaplata in dem Ruhrgebietsstreifen Aufforderung zum Tanz (1977) mit Marius Müller-Westernhagen. Neben weiteren zahlreichen in Hollywood und Italien produzierten Filmen hatte er auch Auftritte in Casanova (1976) von Federico Fellini, in Salon Kitty von Tinto Brass und Nosferatu – Phantom der Nacht (1979) von Werner Herzog. Auch im deutschen Fernsehen wurde er nun vermehrt aktiv und übernahm Rollen in Serienfolgen von Der Alte, Derrick, Der Clown, Alarm für Cobra 11, HeliCops und SOKO Wismar 2007.
Auf Grund seiner Physiognomie meist als Bösewicht und Schurke besetzt, trat er u. a. im Fernsehkatastrophenfilm Tsunami (2005) sowie im 80er-Jahre-Kultfilm Richy Guitar (1985) von Michael Laux auf. Nach der Jahrtausendwende sah man ihn in Band of Brothers – Wir waren wie Brüder (2001), einer Steven-Spielberg-Fernsehserie, sowie in Perfect Strangers (2001) von Stephen Poliakoff, in Duell – Enemy at the Gates (2001) von Jean-Jacques Annaud sowie in Das Tribunal (2002) von Gregory Hoblit 2002. Im ZDF-Fernsehfilm Karol Wojtyła – Geheimnisse eines Papstes (2006) spielte van Husen ebenfalls. Im Herbst 2007 folgten Auftritte in den ProSieben Funny Movies; 2008 drehte er den niederländischen Kinofilm Mein Kriegswinter, Regie führte Martin Koolhoven.
Im Juni und Juli 2010 spielte van Husen die Hauptrolle im amerikanisch produzierten Western Scarlet Worm, der in der Umgebung von Temecula unter der Regie von Michael Fredianelli gedreht wurde. 2011 folgten Aufnahmen in Bulgarien für eine Neuverfilmung von Tom Sawyer und Huckleberry Finn. Im September 2011 erhielt van Husen für sein Lebenswerk im Westerngenre einen Preis des erstmals stattgefundenen „Western Film Festival“ in Almería/Spanien vom 8.–11. September 2011. Im Oktober des Jahres wurde der Film Gellert fertiggestellt. Er arbeitete bis kurz vor seinem Tod im Mai 2020 als Schauspieler.
Dan van Husen lebte zuletzt in Somerset, England, und starb im Alter von 75 Jahren an den Folgen von COVID-19.

## Filmografie (Auswahl)
- 1968: Der Bastard (I bastardi)
- 1969: Friß oder stirb (Vivi o preferibilmente morti)
- 1969: Um sie war der Hauch des Todes (Los desesperados)
- 1970: El Condor
- 1970: La muerte busca un hombre
- 1971: The Arizona Kid
- 1971: Captain Apache
- 1971: Catlow – Leben ums Verrecken (Catlow)
- 1971: Matalo (…y seguian robandose el millon de dolares)
- 1971: Sartana kommt… (Una nuvola di polvere… un grido di morte… arriva Sartana)
- 1971: Zwei wilde Companeros (Viva la muerte… tua!)
- 1972: 100 Fäuste und ein Vaterunser (Alleluja e Sartana, figli di… Dio)
- 1972: Die rote Sonne der Rache (La banda J.S.: cronaca criminale del Far West)
- 1972: Der Schrei der schwarzen Wölfe
- 1972: Todesmarsch der Bestien (Condenados a vivir)
- 1972: Der Todesrächer von Soho
- 1972: Viva Pancho Villa (El desafío de Pancho Villa)
- 1973: Verflucht dies Amerika
- 1973: Zinksärge für die Goldjungen
- 1974: Im Schatten des Mörders (La noche de los asesinos)
- 1974: John Glückstadt
- 1975: Zwiebel-Jack räumt auf (Cipolla Colt)
- 1975: Berlinger
- 1975: Potato Fritz
- 1975: Der starke Ferdinand
- 1975: Stetson – Drei Halunken erster Klasse (Il bianco il giallo il nero)
- 1976: Salon Kitty
- 1976: Die 21 Stunden von München (21 Hours at Munich)
- 1976: Fellinis Casanova (Il Casanova di Federico Fellini)
- 1976: Anita Drögemöller und die Ruhe an der Ruhr
- 1977: Aufforderung zum Tanz (Fernsehfilm)
- 1977: Der Alte: Die Dienstreise (Pilotfilm der Fernsehserie)
- 1979: Blutspur (Bloodline)
- 1979: Wehe, wenn Schwarzenbeck kommt
- 1979: Tödliche Botschaft (The Lady Vanishes)
- 1979: Nosferatu – Phantom der Nacht
- 1979: Aktenzeichen XY... ungelöst (Fernsehserie, diverse Folgen 1979–1989)
- 1979: Lena Rais
- 1979: Graf Dracula (beisst jetzt) in Oberbayern
- 1979: Lawinenexpress (Avalanche Express)
- 1979–1980: Derrick (Fernsehserie, zwei Folgen)
- 1980: Polizeiinspektion 1 (Fernsehserie, eine Folge)
- 1980: Die Seewölfe kommen (The Sea Wolves)
- 1980: Warum die UFOs unseren Salat klauen
- 1981: Sei zärtlich, Pinguin
- 1982: Comeback
- 1984: Richy Guitar
- 1985: Der Alte – (Folge 88: Eine Tote auf Safari)
- 1985: Wildgänse 2 (Wild Geese II)
- 1994: Der Havelkaiser (Fernsehserie)
- 1998: Der Clown – In der Zange
- 2000: Alarm für Cobra 11 – Tulpen aus Amsterdam
- 2001: Duell – Enemy at the Gates
- 2001: Perfect Strangers (Fernsehserie)
- 2001: Band of Brothers – Wir waren wie Brüder (Band of Brothers) (Fernsehserie)
- 2002: Das Tribunal (Hart’s War)
- 2002: Killer Barbys vs. Dracula
- 2005: Gute Zeiten, schlechte Zeiten (Fernsehserie, 3 Episoden)
- 2005: Tsunami – Terror in der Nordsee
- 2006: Chain Reaction
- 2006: Karol Wojtyła – Geheimnisse eines Papstes (Fernsehfilm)
- 2008: Eine wie keiner
- 2008: Mein Kriegswinter (Oorlogswinter)
- 2008: Spiel mir das Lied und du bist tot!
- 2011: The Scarlet Worm
- 2014: Tom Sawyer & Huckleberry Finn
- 2015: Zombie Massacre 2: Reich of the Dead
- 2016: Brimstone
- 2017: Die wunderbare Reise der Lucy – Auf der Suche nach Fellini (In Search of Fellini)
- 2019: Beyond Fury